# Siall
Siall és un poble de l'antic terme municipal d'Isona, actualment integrat en el d'Isona i Conca Dellà, al Pallars Jussà.

## Etimologia
El nom del poble, segons Joan Coromines, es deu a l'arbust anomenat sisall, freqüent en zones molt humides. Tanmateix, això no es correspon amb el paisatge del lloc on és el poble de Siall, per la qual cosa no es pot excloure algun origen diferent, potser preromà, per a aquest topònim.

## Geografia
Està situat a llevant de la vila i al nord-est del poble i castell de Llordà, bastant a prop del castell. Aturonat a 1.108 m. alt., és dalt de la carena que separa el riu del Llinar, al nord, del barranc de Rater, al sud. La carena és la que forma l'eix central de l'antic terme isonenc, i té els seus extrems a llevant en la Serra Mitjana, que assoleix els 1.472 m. alt. a Estadella, al límit municipal amb Abella de la Conca, i a ponent el Turó de la Colomera, de 1.063, a llevant d'Isona i de la Posa, a prop i al damunt d'aquest santuari.
És accessible per una pista asfaltada convertida en carretera local que surt de prop abans (venint d'Isona) del quilòmetre 6 de la carretera L-511 (Isona - Coll de Nargó). Aquesta pista duu a Siall en uns 4 quilòmetres.

### El poble
Molt antigament, fins al segle xviii, havia arribat a formar una entitat municipal (tenia batlle i regidors), malgrat que mai no va passar de 10 cases habitades, però el 1812, any de creació dels municipis moderns, ja apareix unit a Isona.

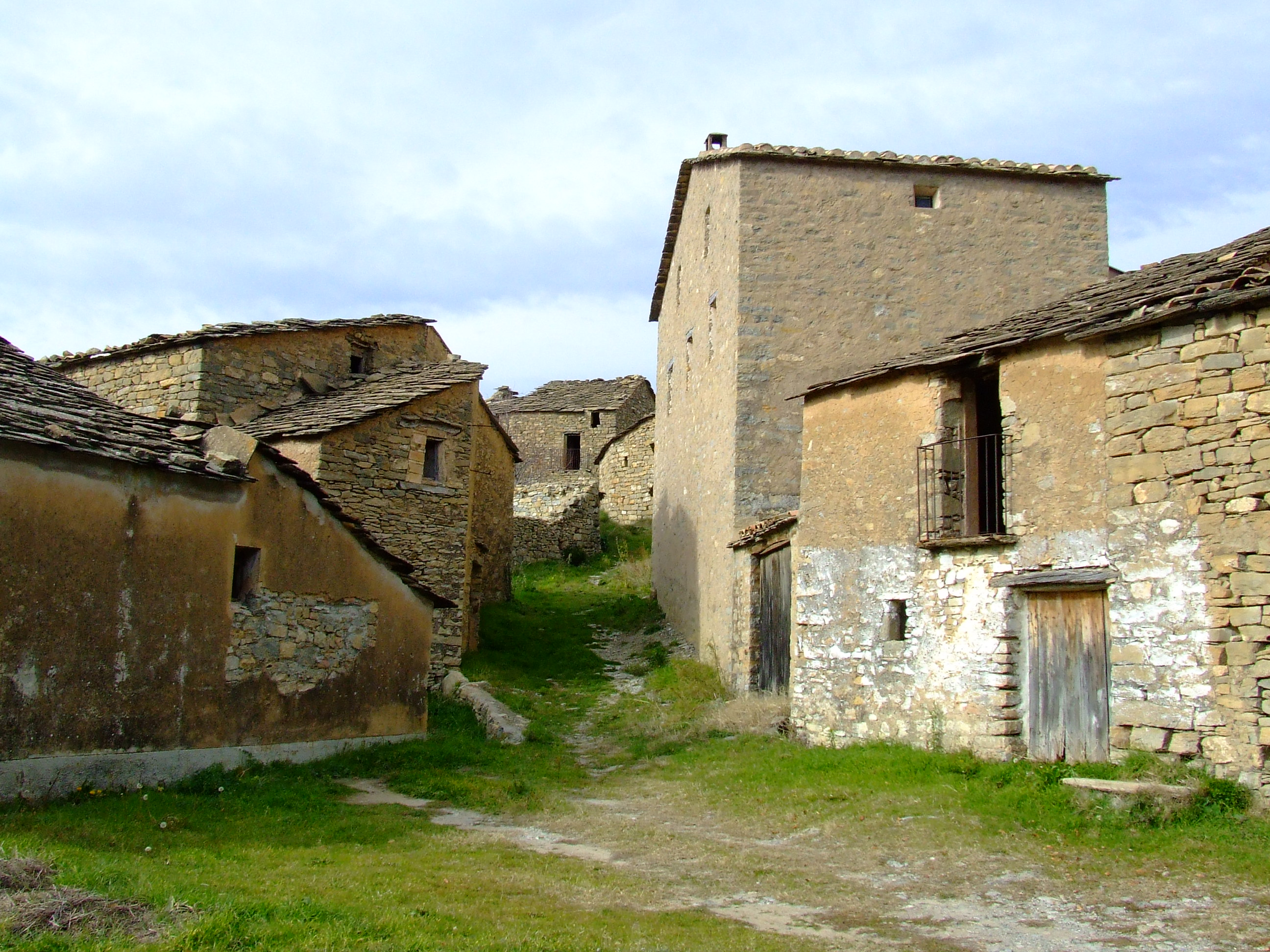
Carrer Major de Siall

Pascual Madoz, o algun dels seus col·laboradors, estigué a Siall poc abans del 1845. En parla a l'article d'Isona del seu Diccionario, i en diuen, breument, que Seiall (sic) és un caseriu miserable. A principis del segle xxi són dues, les cases habitades, amb 8 persones censades.
Actualment no té església pròpia, ja que un cobert que habitualment fa de magatzem s'habilita per a església quan convé; l'antiga església de Sant Martí i Sant Antolí és uns 900 metres a ponent del poble, a prop de la pista que mena a Siall des de la carretera L-511. És en ruïnes; només se'n conserven algunes restes. Sí que en té l'antiga caseria del Mullol, al nord de Siall, a prop del límit municipal amb Abella de la Conca i a tocar del riu de Llinar: Santa Clara del Mullol. La jurisdicció parroquial, tanmateix, sempre ha estat de Llordà.

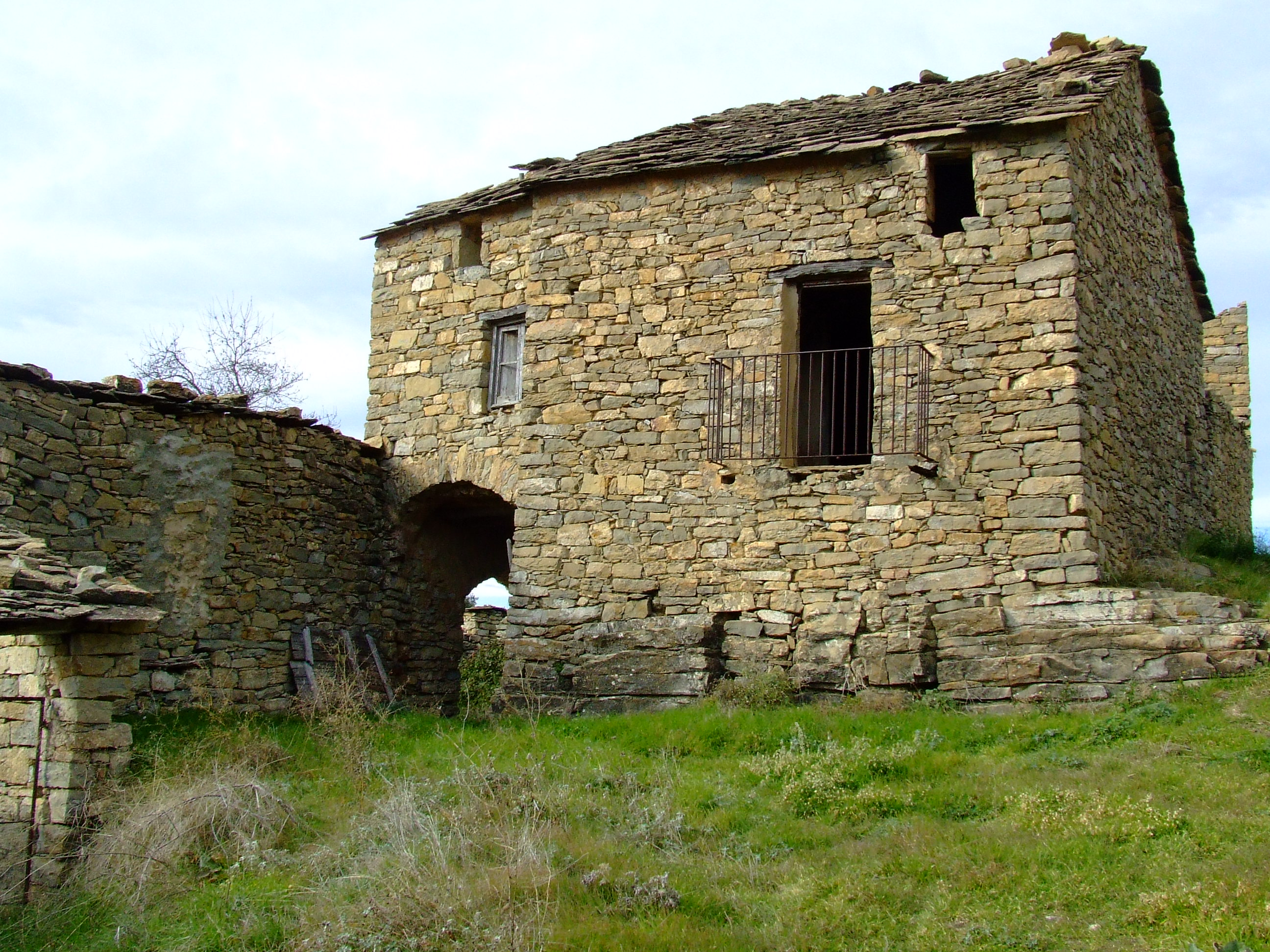
Casa amb portal, al capdamunt de Siall

Molt a prop i a llevant del poblet hi ha, a més, la important masia de Cal Piteu.

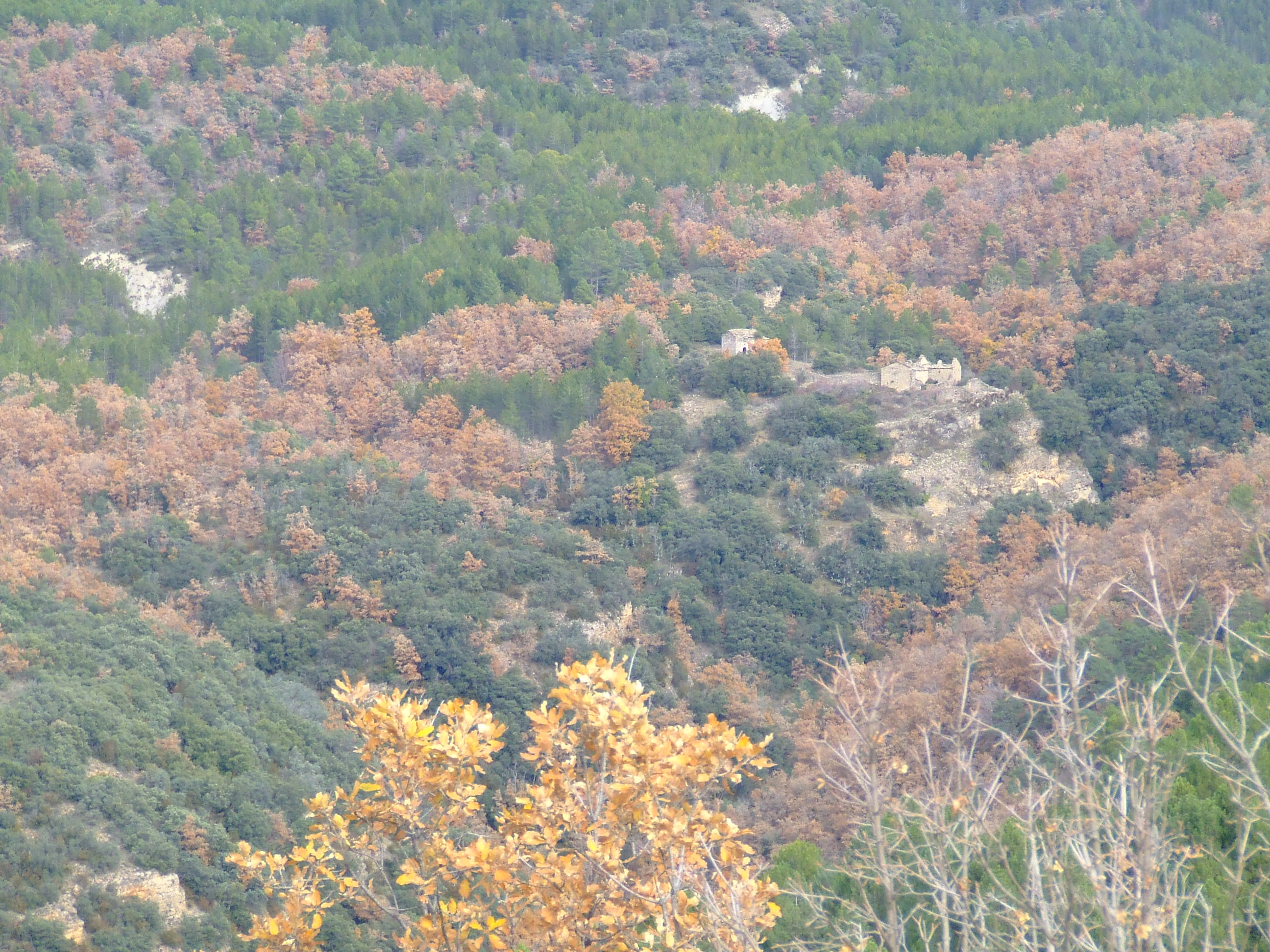
El Mullol, des de Siall

El mes de setembre se celebra la Festa Major de Siall, com a retrobament dels seus antics habitants i dels qui hi tenen els orígens.
Un costum perdut, però del qual es conserva memòria, és el de la plantada de l'arbre maig, en què Siall rivalitzava amb Isona no tant per la quantitat de joves que mobilitzava, sinó per la qualitat (alçada i dretura) de l'arbre que plantaven: un any el de Siall era més alt i recte que els de la vila, i això els permetia riure's dels isonencs, un altre era a l'inrevés, i els tocava entomar les burles dels veïns.
Tanmateix, quan es trobaven siallencs i isonencs a l'aplec de la Posa, quedaven oblidades les burles de mesos enrere.